# Tremaine Fowlkes
Tremaine Fowlkes (nacido el 11 de abril de 1976 en Los Ángeles, California) es un exjugador de baloncesto estadounidense que jugó 4 temporadas en la NBA. Con 2.03 de estatura, jugaba en el puesto de alero.